# Fink (groupe allemand)
Pour les articles homonymes, voir Fink.
Fink est un groupe allemand de rock alternatif, originaire de Hambourg-Sankt Pauli.

## Biographie
Le groupe se forme en 1996. Nils Koppruch (guitare, chant) et Thorsten Carstens (guitare, lap steel guitar, chœur) jouent dans un groupe de country alternative Tex Fury and The Silver Spurs. Avec Hauke Evers (batterie), précédemment membre du groupe Huah!, le duo devient un trio. Il est d'abord la première partie de Lambchop puis dans la même année de 16 Horsepower, Die Braut haut ins Auge, The Jayhawks ainsi que Hank McCoy and the Dead Ringers.
Vogelbeobachtung im Winter, premier album du groupe, paraît en 1997 chez le label indépendant XXS Records. Il mélange des éléments de country et de rock et des textes en allemand. La « folk noir » du groupe, fortement influencée par le chanteur, compositeur et guitariste Nils Koppruch, est bien accueillie par la presse musicale.
La popularité de Fink croit de 1997 à 1999. En 1997, le bassiste Andreas Voß rejoint le groupe. Des concerts en commun et des tournées avec Element of Crime en 1998 et 1999 donnent un lien musical et personnel entre les deux groupes. En 1998 sort le deuxième album Loch in der Welt.
Après le départ de Thorsten Carstens et de Hauke Evers en 1998, Nils Koppruch et Andreas Voss forment le squelette du groupe, assurant la continuité de Fink. Cette base est élargie d’une part par les membres permanents (Dinesh Ketelsen et Henning Wandhoff à la basse et à la batterie), d’autre part par des musiciens invités amis, qui participent à des tournées ou à des enregistrements, tels que Martin Wenk, le trompettiste de Calexico.
En 1999, le label hambourgeois L'Âge d'or publie le troisième album, Mondscheine. En 2000 suit le quatrième titré simplement Fink. Outre des tournées et des sorties régulières, des enregistrements de bandes sonores (The Return of the Tüdelband, un film documentaire sur l’odyssée de deux musiciens folkloriques juifs fuyant les nazis) et un album live en édition limitée sont produits. Fink fait sensation en 2003 avec le single Bagdad Blues, une déclaration ironique contre George W. Bush et la guerre d'Irak avec les acteurs Peter Lohmeyer (chant) et Ulrich Tukur (accordéon).
En 2003, l'album Haiku Ambulanz sort chez le label Trocadero. Koppruch et Voss sont rejoints par Ecki Heinz (Cow) et Oliver Stangl. En 2004, le groupe paraît dans Rockpalast. En 2005 sort le dernier album du groupe, Bam Bam Bam. En 2004, Red (claviers) et Oliver Stangl (guitare, banjo) du groupe de Hambourg Missouri accompagnent Nils Koppruch (voix, guitare, mal) et Andreas Voß (basse).
Après la fin de la tournée Bam Bam Bam en 2005, les membres du groupe se consacrent d'abord à d'autres projets. Nils Koppruch commence à travailler sur son premier album solo, Den Teufel tun, sorti en avril 2007, tandis que Voss sort son troisième album, Back to Pascal, en 2006 avec son deuxième groupe Halma. Peu de temps avant la sortie de son album solo, un courriel officiel annonce en décembre 2006 la dissolution du groupe Fink. La raison invoquée est qu'une nouvelle existence du groupe ne serait possible qu'avec de nouveaux changements de personnel ou de nouvelles nominations, raison pour laquelle Koppruch décide de publier à l'avenir sous son propre nom. Koppruch décède en octobre 2012 à l'âge de 46 ans.

## Style musical
L'Ox-Fanzine qualifie leur style musical de punk et hardcore. Pour le magazine Rock Hard leur premier EP est principalement influencé punk hardcore américain dans la veine de Minor Threat.

## Discographie

### Albums studio
- 1997 : Vogelbeobachtung im Winter (XXS Records/Indigo)
- 1998 : Loch in der Welt (XXS Records/Indigo)
- 1999 : Mondscheiner (L'Âge d'or/Rough Trade Records)
- 2001 : Fink (L'Âge d'or/Rough Trade Records)
- 2003 : Haiku Ambulanz (Trocadero Records/Indigo)
- 2005 : Bam Bam Bam (Trocadero/Indigo)

### Album live
- 2002 : Letzter September (Normal Records)